# Монтастрюк (Верхние Пиренеи)
Монтастрю́к (фр. и окс. Montastruc) — коммуна во Франции, находится в регионе Юг — Пиренеи. Департамент — Верхние Пиренеи. Входит в состав кантона Галан. Округ коммуны — Тарб.
Код INSEE коммуны — 65318.

## География
Коммуна расположена приблизительно в 650 км к югу от Парижа, в 100 км северо-западнее Тулузы, в 23 км к востоку от Тарба.
Коммуна расположена на плато Ланнемезан. По территории коммуны протекает река Баиз.

## Климат
Климат умеренно-океанический с солнечной тёплой погодой и обильными осадками на протяжении практически всего года.

## Население
Население коммуны на 2010 год составляло 266 человек.
| 1962 | 1968 | 1975 | 1982 | 1990 | 1999 | 2010 |
| ---- | ---- | ---- | ---- | ---- | ---- | ---- |
| 291  | 281  | 390  | 388  | 308  | 288  | 266  |

## Администрация
| Период | Период | Фамилия | Партия | Примечания |
| ------ | ------ | ------- | ------ | ---------- |
| 2008   | 2020   | Клод Ге |        |            |

## Экономика
В 2010 году среди 194 человек трудоспособного возраста (15-64 лет) 101 были экономически активными, 93 — неактивными (показатель активности — 52,1 %, в 1999 году было 51,8 %). Из 101 активных жителей работали 98 человек (52 мужчины и 46 женщин), безработных было 3 (2 мужчин и 1 женщина). Среди 93 неактивных 5 человек были учениками или студентами, 17 — пенсионерами, 71 были неактивными по другим причинам.

## Достопримечательности
- Церковь Рождества Пресвятой Богородицы
- Часовня Нотр-Дам